# David Mumford
David Bryant Mumford (sinh ngày 11 tháng 6 năm 1937) là một nhà toán học người Mỹ được biết đến những công trình xuất sắc trong lĩnh vực hình học đại số, và các nghiên cứu về lý thuyết nhận dạng mẫu và thị giác máy tính. Ông đã giành được Huy chương Fields và là MacArthur Fellow. Năm 2010, ông đã được trao tặng Huân chương Khoa học Quốc gia. Ông hiện là Giáo sư danh dự tại Khoa Toán ứng dụng tại Đại học Brown.

## Tiểu sử
Mumford sinh ra ở Worth, West Sussex, Anh, có cha là người Anh và mẹ là người Mỹ. Cha của anh, William Mumford, đã thành lập một trường thực nghiệm ở Tanzania và làm việc cho Liên hợp quốc lúc tổ chức này vừa được thành lập.
Ông theo học tại Học viện Phillips Exeter, nơi ông được trao giải thưởng Tìm kiếm Tài năng Khoa học Westinghouse cho một dự án máy tính. Sau đó Mumford đến Đại học Harvard, và trở thành học trò của Oscar Zariski. Ông là Putnam Fellow tại Harvard vào năm 1955 và 1956. Năm 1961, ông hoàn thành luận án tiến sĩ với tiêu đề Existence of the moduli scheme for curves of any genus.
Năm 1959, ông kết hôn với Erika, một tác giả và nhà thơ, và họ có bốn người con, Stephen, Peter, Jeremy và Suchitra. Hiện ông có bảy người cháu.